# 日下村 (高知県)
日下村（くさかむら）は、高知県高岡郡にあった村。現在の日高村の中心部にあたる。

## 地理
- 山岳：土岐山
- 河川：仁淀川

## 歴史
- 1889年（明治22年）4月1日 - 町村制の施行により、近世以来の日下村が単独で自治体を形成。大字は設置せず。
- 1896年（明治29年） - 大字沖名・本郷・下分を設置。
- 1954年（昭和29年）10月15日 - 能津村および加茂村の一部（大字岩目地・九頭）が合併して日高村が発足。同日日下村廃止。

## 交通

### 鉄道路線
- 日本国有鉄道
  - 土讃線
    - 日下駅

現在は旧村域に小村神社前駅が所在するが、当時は未開業。

## 名所・旧跡・観光スポット・祭事・催事
- 小村神社